# Synema helvolum
Synema helvolum là một loài nhện trong họ Thomisidae.
Loài này thuộc chi Synema. Synema helvolum được Eugène Simon miêu tả năm 1907.